# Campionati europei di Formula Kite 2016
I Campionati europei di Formula Kite 2016 si sono svolti a Cagliari, in Italia, a settembre 2016.

## Podi
| Evento                 | Oro            | Argento      | Bronzo          |
| Formula Kite Maschile  | Maxime Nocher  | Olly Bridge  | Florian Trittel |
| Formula Kite Femminile | Elena Kalinina | Steph Bridge | Jade O'Connor   |

## Medagliere
| Posiz. | Nazione     | Oro | Argento | Bronzo | Totale |
| ------ | ----------- | --- | ------- | ------ | ------ |
| 1      | Monaco      | 1   | 0       | 0      | 1      |
| 1      | Russia      | 1   | 0       | 0      | 1      |
| 3      | Regno Unito | 0   | 2       | 0      | 2      |
| 4      | Spagna      | 0   | 0       | 1      | 1      |
| 4      | Irlanda     | 0   | 0       | 1      | 1      |
| Totale | Totale      | 2   | 2       | 2      | 6      |